# Municipio de Waverly (Pensilvania)
El municipio de Waverly (en inglés: Waverly Township) es un municipio ubicado en el condado de Lackawanna en el estado estadounidense de Pensilvania. En el año 2000 tenía una población de 1.616 habitantes y una densidad poblacional de 135.5 personas por km². Anteriormente, el municipio se llamaba Abington, pero cambió a Waverly.

## Geografía
El municipio de Waverly se encuentra ubicado en las coordenadas 41°31′00″N 75°41′59″O / 41.51667, -75.69972.

## Demografía
Según la Oficina del Censo en 2000 los ingresos medios por hogar en la localidad eran de $73,611 y los ingresos medios por familia eran de $91,359. Los hombres tenían unos ingresos medios de $80,195 frente a los $34,643 para las mujeres. La renta per cápita de la localidad era de $44,551. Alrededor del 2,9% de la población estaba por debajo del umbral de pobreza.